# مقبرة 48
المقبرة رقم 48 و المعروفة علمياً بالرمز KV48 هي مقبرة مصرية قديمة تقع في وادي الملوك في مصر. احتوت على مدفن النبيل أمون إم اوبت المدعو بيري.
القبر قريب من مقبرة 35، قبر أمنحتب الثاني، ودُخِل اليه عن طريق ممر رأسي موصل لغرفة صغيرة تحتوي على مدفن مُحطم للأسرة الثامنة عشرة. الأرضية مغطاة بشظايا من الحجر الجيري وأشياء مكسورة من بينها ختم طيني من ورق البردى وشظايا نعش ممزقة.
عُثِرَ على مومياء صاحب المقبرة مكسورة وأربطتها مفكوكة مع ثلاثة أحجار طينية منقوشة وعدد من الأوشابتيات عليها اسم صاحب المقبرة أمون إم اوبت.

## روابط خارجية
- مشروع رسم خرائط طيبة: KV48 - يتضمن خرائط تفصيلية لمعظم المقابر.